# Xã Glass, Quận Jackson, Arkansas
Xã Glass (tiếng Anh: Glass Township) là một xã thuộc quận Jackson, tiểu bang Arkansas, Hoa Kỳ. Năm 2010, dân số của xã này là 1.088 người.